# John Muir
John Muir (21. dubna 1838 Dunbar, Východní Lothian – 24. prosince 1914 Los Angeles) byl ve Skotsku narozený americký přírodovědec, spisovatel a zastánce ochrany divočiny ve Spojených státech. Jeho knihy, eseje a sbírky dopisů, ve kterých popisoval své zážitky z přírody, především z pohoří Sierra Nevada v Kalifornii, získaly ohromnou popularitu mezi americkými čtenáři všech generací.
Pomáhal založit Sierra Club, který patří mezi uznávané organizace věnující se ochraně krajiny ve Spojených státech. Během svého života bojoval za záchranu lesů na západním pobřeží USA. Sepisoval petice pro americký Kongres za přijetí zákona o národních parcích, který byl schválen v roce 1899, a za založení Yosemitského a Sequiského národního parku. Jeho aktivismus pomohl zachránit Yosemitské údolí, národní park Sequoia a další oblasti divočiny.
Na jeho počest je po něm pojmenována 211 mil dlouhá turistická trasa John Muir Trail a mimo ni nese jeho jméno i řada významných přírodních lokalit a vzdělávacích institucí: Muir Woods National Monument, Muirova pláž, Muirův ledovec či Muirova Universita v San Diegu.